# Électre des bas-fonds
Pour les articles homonymes, voir Électre (homonymie).
Électre des bas-fonds est une pièce de théâtre de Simon Abkarian, créée en 2019 au théâtre du Soleil dans la mise en scène de l'auteur. Ce spectacle multi-récompensé (trois Molières, deux Prix du Syndicat de la critique et un prix SACD) est interprété par la Compagnie des Cinq roues composée de quatorze comédiennes et six comédiens ainsi que les trois musiciens de Howlin' Jaws.

## Synopsis
Simon Abkarian revisite la tragédie grecque dans une version contemporaine du mythe des Atrides. La pièce se déroule dans le quartier le plus pauvre d'Argos où le peuple, représenté par des Troyennes réduites à la prostitution par les Grecs à la suite de la guerre de Troie, désespère dans les bas-fonds. Électre vit parmi elles et rêve de tuer sa mère, Clytemnestre, laquelle a tué son mari, le roi Agamemnon, avec la complicité de son amant Égisthe. Oreste, le frère d'Électre, revient dans la cité d'Argos, déguisé en femme, pour venger leur père,.

## Élaboration de la pièce
Électre des bas-fonds reprend le mythe des Atrides pour esquisser des portraits de mères, de filles, de sœurs et de prostituées. Simon Abkarian souhaite « écrire pour les femmes et de retirer le masculin de l'espace qui est depuis si longtemps occupé pas les hommes [...] J'écris pour mettre fin au patriarcat et pour redéployer de la parole et un tant soit peu de pensée. ». Ce spectacle total, qui mêle danse, théâtre et musique, est interprété par quatorze comédiennes et six comédiens de la Compagnie des Cinq roues et trois musiciens de Howlin' Jaws,. 
La première représentation a lieu le 25 septembre 2019 au Théâtre du Soleil à la Cartoucherie de Vincennes.

## Extrait
Électre
Je te tuerai j’en ai fait le serment.
Clytemnestre
À l’avenir, fais des serments qui soient à la hauteur de tes forces.
Égisthe
A-t-on déjà vu une chèvre terrasser une lionne ?
Électre
Ris, ris, quand mon frère viendra réclamer son dû,
Tu vas pleurer des larmes de sang.
Et ni toi ni ton mari Clytemnestre ne pourrez rien contre lui.
Oui c’est de toi que je parle, Égisthe la soumise.

## Distribution
- Djivan Abkarian (Musicien)[8],
- Maral Abkarian (Kilissa la nourrice aveugle)[8],
- Simon Abkarian (Sparos)[6],
- Chouchane Agoudjian (choreute fantôme d'Iphigénie)[8],
- Anaïs Ancel (choreute jumelle)[8],
- Chloé Astor (choreute)[8],
- Assaâd Bouab (Oreste)[6],
- Maud Brethenoux (chanteuse choreute)[8],
- Laurent Clauwaert (deuxième Monsieur Loyal fantôme d'Agamemnon)[8],
- Victor Fradet (Pylade)[6],
- Aurore Frémont (Électre)[6],
- Christina Galstian-Agoudjian (choreute et Hélène)[8],
- Lucas Humbert (musicien)[8],
- Rafaela Jirkovsky (Chrisothémis)[8],
- Nathalie Le Boucher (choreute, coryphée de danse)[8],
- Baptiste Léon (musicien)[8],
- Olivier Mansard (Égisthe)[6],
- Eliot Maurel (Pylade)[6],
- Nedjma Merahi (coryphée choreute)[8],
- Manon Pélissier (choreute jumelle)[8],
- Annie Rumani (choreute)[8],
- Catherine Schaub-Abkarian (Clytemnestre)[6],
- Suzana Thomaz (choreute)[8],
- Frédérique Voruz (coryphée chef de chœur)[8]

## Réception critique

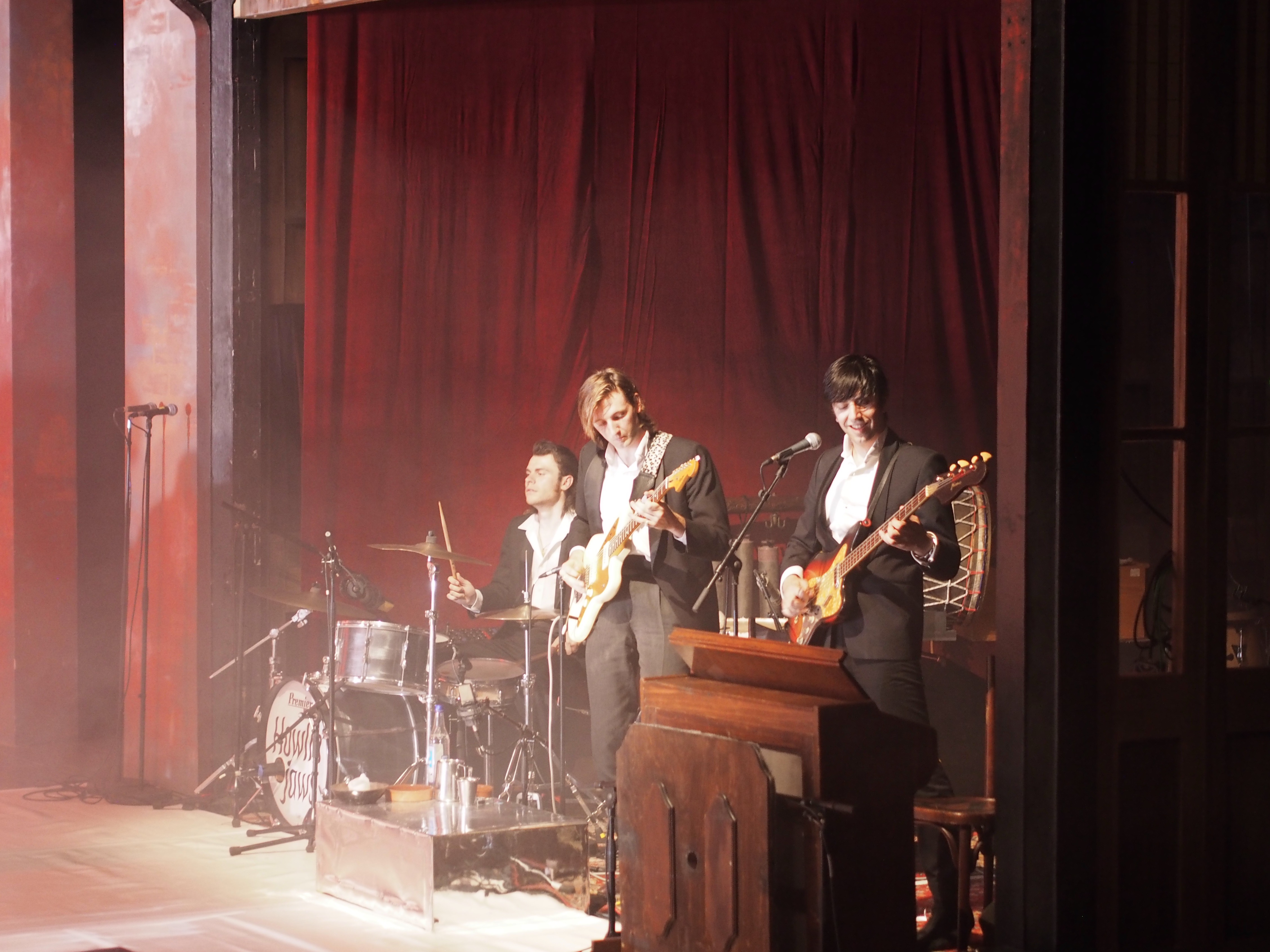
Le trio des Howlin' Jaws, créateurs et interprètes en live de la musique du spectacle.

La pièce reçoit un accueil positif dans les médias spécialisés. 
Selon Bertrand Renard de France Info, la pièce « brosse une fresque féministe où les hommes sont muets ».
Pour la Croix, Électre des bas-fonds est un « spectacle renversant, dans lequel le facétieux Simon Abkarian bouleverse les genres, et fait valser les clichés sexistes ».
Pour Fabienne Pascaud de Télérama, la pièce de théâtre « fait à merveille entendre la voix des femmes dans une société patriarcale qui constamment les nie ». Elle souligne également : « Quelle langue ! Charnue, colorée, sensuelle et assassine... Quelle danse ! Chorale et endiablée, rythmée tout au long du spectacle fleuve par le trio Howlin' Jaws, tout ensemble rock et blues... ».
Pour les Echos, même si tout n'est pas parfait, « on pleure, on rit, on s'exaspère dans les bas-fonds, tandis que la mort exulte, grimée en Monsieur Loyal ». 
Pour Jean-Pierre Léonardini de l'Humanité, le spectacle mêle « hardiment une écriture de pleine maîtrise, les artifices superbement maîtrisés du fard et de la danse, du chant et des masques ».

## Édition
Le texte de la pièce paraît aux Éditions Actes-Sud-Papiers, en septembre 2019.

## Distinctions
- Molières 2020 :
  - Molière du théâtre public[11]
  - Molière de la mise en scène d'un spectacle de Théâtre public pour Simon Abkarian[11]
  - Molière de l'Auteur francophone vivant pour Simon Abkarian[11]

- Prix du Syndicat de la critique 2019-2020 :  
  - Prix de la révélation théâtrale de l'année pour Aurore Frémont[12]
  - Meilleure musique de scène pour Howlin' Jaws[12]

- Prix SACD 2021 :
  - Prix théâtre pour Simon Abkarian[13]